# Liste des édifices labellisés « Patrimoine du XXe siècle » du Haut-Rhin
Cet article recense les monuments historiques protégés au titre du label « Patrimoine du XXe siècle » du département du Haut-Rhin, en France.

## Liste
| Monument          | Commune    | Adresse | Coordonnées                      | Notice         | Protection | Date | Illustration      |
| ----------------- | ---------- | ------- | -------------------------------- | -------------- | ---------- | ---- | ----------------- |
| Cimetière roumain | Soultzmatt |         | 47° 57′ 23″ nord, 7° 12′ 57″ est | « PA68000069 » | Classé     | 2017 | Cimetière roumain |